# Abderrahim Qanir
'Abderahim Qanir' (en arabe : عبد الرحيم قنير), né le 19 août 1958, est un chef d'entreprise marocaine et ingénieur conseil auprès de plusieurs entreprises Internationales. Il fut aussi député parlementaire de la région de Kénitra, 40 km au nord de la capitale du Maroc - Rabat pour le mandat 1997-2002.

## Carrière
En 1979, Abderrahim Qanir fut recruté par l’ONE (l’Office National de l’Electricité); en tant qu’ingénieur civil, chargé de projets d’aménagement hydro-électriques, au bureau central de Casablanca. En 1981, Qanir rejoint le LPEE (Laboratoire Public d‘Essais et d’Études) organisme étatique leader en Afrique, en matière d’étude et de contrôle des grands travaux d’infrastructure, en tant que chef de projet, au département des aménagements hydrauliques. En juin 1983, il intégra le bureau d’ingénieurs conseils, le CID à Rabat (Conseil Ingénierie et Développement), Établissement semi-public, leader Arabo-Africain en ingénierie et consulting international.
En juin 1984, Qanir intégra le département des études maritimes où il se chargera des études du nouveau terminal à conteneurs du port de Casablanca, en collaboration avec le port autonome du Havre en France. Qanir fut aussi, chargé des études du Plan Directeur National des Ports de Plaisances et Marinas, le long des 3 500 km de cotes du Maroc en collaboration avec le bureau d’études HAECON, en Belgique et le cabinet Alberto Diaz Fraga, directeur de la Marina Puerto Banús à Marbella, Espagne. En 1986, Qanir participe à l’étude d’extension du port de Dakar au Sénégal avec le bureau français BCEOM à Paris. En 1987, il fut chargé des études de la Marina d’AL AFANDI à Jeddah en Arabie saoudite. En 1988, il intégra le consortium international d’entreprises CLD (Cubiertas- Espagne, Lotfi- Maroc, Decloedt- Belgique), ce consortium fut adjudicataire du projet d’extension du terminal à conteneurs du port de Casablanca, au poste Directeur Technique. En parallèle il participe en tant que consultant à l’étude de la marina de Tanger pour le compte du groupe Saoudien Al Ouroba. 
En 1988, Qanir créa la Sté ANCHOR TANK LINING Maroc, avec des entrepreneurs Américains, cette société se spécialisant dans la réparation navale au port de Casablanca. En 1992, il intégra la Sté Mild (Maroc Ingénierie, Loisir et développement) en tant qu’ingénieur conseil, chargé du projet d’aménagement de la technopole Oukacha à Casablanca pour le compte du groupe ONA et participa aussi au projet touristique Bouznika Bay à Bouznika (40 km au nord de Casablanca). En décembre 1994, Qanir créa sa propre société de construction civil et réalisa plusieurs projets d’infrastructures et d’aménagement.
Le 14 novembre 1997, il fut élu député parlementaire au suffrage direct de la région de Kenitra pour le mandat (1997-2002). Il effectua des missions diplomatiques parlementaires, auprès du parlement Européen et fut invité par l’American Council Of Young Political Leaders, à Washington DC États-Unis où il réalisa une mission de 30 jours entre la Maison-Blanche, Sénat des États-Unis et l’État du Texas. En 2002, Qanir créa avec deux groupes Espagnoles ARICO 99 et INURSED, La Société Smile Iberica (Ste Marocaine d’Immobilier et de Logement Économique) pour la réalisation de projets au Maroc et en Afrique.

## Éducation
Après des études secondaires au lycée Mohamed V à Casablanca, Abderrahim Qanir obtient le baccalauréat scientifique en 1975, après un concours d’accès il intégra l’École Hassania des Travaux Publics à Casablanca, après 6 années d’études, il fut diplômé Ingénieur d’État en 1981, classé 2e de la promotion. Il prépara un Doctorat à l’Université Bordeaux I, France sur les ports de Plaisance et l’Environnement, en 1992. En 2001 il obtient le MBA de l'École nationale des ponts et chaussées à Paris. 

## Divers
Abderahim Qanir, fut membre de l’Association Internationale Portuaire de Congrès de Navigation (AIPCN) à Bruxelles. Il fut aussi, membre du groupe de travail sur la normalisation des Ports de Plaisance et Marinas. Il créa l’association à but non lucratif l’Eau Pour Tous ». Il participa à plusieurs missions internationales en tant que député parlementaire. Il réalisa plusieurs articles et communications techniques dans des congrès et séminaires au Maroc et à l’étranger. Qanir a publie deux livres: Marina et Ports de Plaisance au Maroc et Au delà 